# ECMO

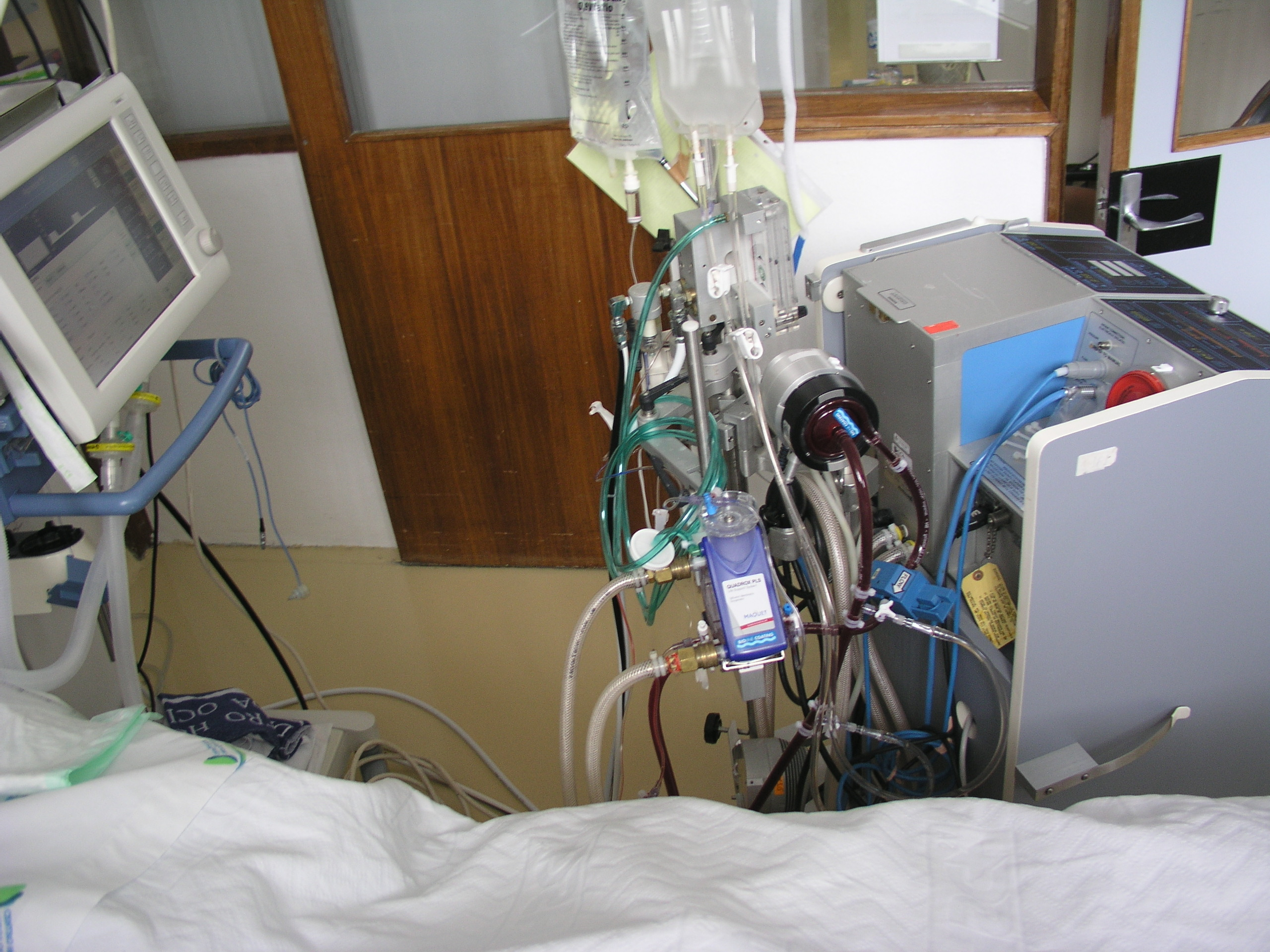
Macchina per l'ECMO

L'ECMO o ExtraCorporeal Membrane Oxygenation, in italiano ossigenazione extracorporea a membrana, è una tecnica di circolazione extracorporea utilizzata in ambito di rianimazione, per trattare pazienti con insufficienza cardiaca e/o respiratoria acuta grave, potenzialmente reversibile ma refrattaria ai massimi trattamenti farmacologici e medici convenzionali.

## Storia
Grazie al lavoro di John Heysham Gibbon, nel 1952 si ha il primo intervento coronato di successo di un'applicazione di una macchina cuore-polmone, dopo numerose ricerche di laboratorio iniziate dallo stesso fin dal 1932. Negli anni successivi si hanno l'introduzione di nuove tecniche e la progettazione di nuovi ossigenatori.
Nel 1972 si ha il primo intervento di ECMO su un paziente adulto con la sopravvivenza dello stesso.
Per arrivare alla prima applicazione con successo di un'ECMO in un paziente neonatale bisogna aspettare il 1975 per merito del dottor Robert H. Bartlett. Lo stesso Bartlett, nel 1985, riferirà alla comunità scientifica i risultati di 45 casi di ECMO su pazienti neonatali: 56% di sopravvivenza e l'80% dei sopravvissuti non ha riportato conseguenze.
Nel 1989 nasce Extracorporeal Life Support Organization (ELSO) con lo scopo di archiviare tutti i casi di ECMO, facilitare la comunicazione tra i centri e promuovere la ricerca.

## Tecnica

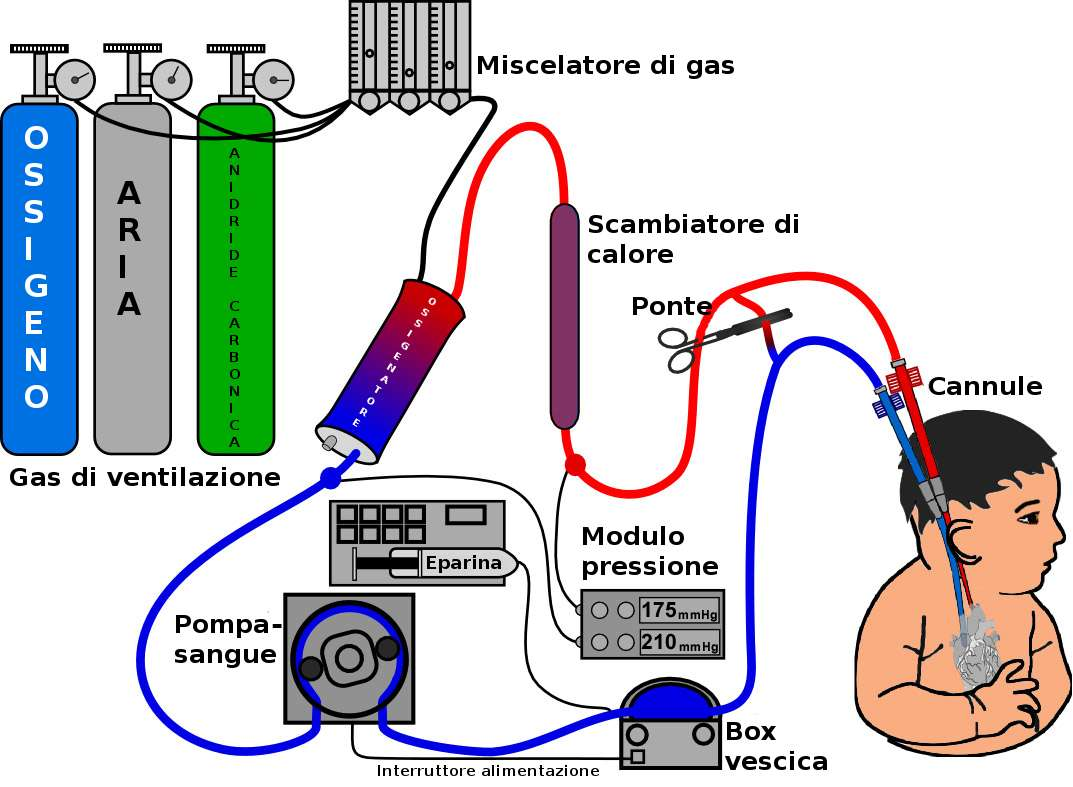
Schema di funzionamento dell'ECMO

L'ossigenazione per membrana extracorporea consiste nel far circolare il sangue mediante circolazione extracorporea attraverso una sorta di polmone artificiale, che elimina l'anidride carbonica e lo rifornisce di ossigeno.
Esistono due tecniche, con caratteristiche e finalità cliniche differenti. Mentre il prelievo ematico (efflusso) avviene esclusivamente dal circolo venoso, la reinfusione del sangue ossigenato e senza anidride carbonica può essere effettuata sia nel circolo arterioso (ECMO veno-arterioso) sia in quello venoso (ECMO veno-venoso). Nel primo caso la macchina vicaria la funzione di pompa del cuore, nel secondo unicamente la funzione respiratoria dei polmoni.
Le figure professionali maggiormente coinvolte sono:
- Cardiochirurgo
- Anestesista
- Tecnico perfusionista
- Infermiere

## Utilizzo
L'ECMO è un supporto vitale, non terapeutico. Grazie alla circolazione extracorporea, permette di vicariare la funzione dei polmoni e/o del cuore mantenendoli a riposo durante il loro recupero funzionale.
Il suo utilizzo è stato inizialmente pensato per trattare neonati e bambini con insufficienza polmonare. In seguito lo si è utilizzato anche sui pazienti adulti con insufficienza cardiaca.
Dagli anni '90 in poi si ha avuto un calo nell'utilizzo nei casi respiratori, grazie all'introduzione di nuove tecniche, e un aumento per le insufficienze cardiache.
Questa tecnica è un trattamento estremamente invasivo ed è perciò necessario scegliere accuratamente i pazienti da sottoporvi. Tra le varie complicazioni, la possibilità di una sepsi mortale, dovuta all'inserimento di accessi vascolari invasivi o percutanei che favoriscono un terreno fertile per le infezioni.
Il trattamento può durare anche alcune settimane.